# Bürchau
Bürchau – dzielnica gminy Kleines Wiesental w Niemczech, w kraju związkowym Badenia-Wirtembergia, w rejencji Fryburg, w regionie Hochrhein-Bodensee, w powiecie Lörrach. Leży w Schwarzwaldzie, nad rzeką Kleine Wiese, ok. 7 km na południowy zachód od Schönau im Schwarzwald. Do 31 grudnia 2008 była to gmina należąca do związku gmin Kleines Wiesental, który dzień później został rozwiązany.
75% obszaru dzielnicy pokrywają lasy.
Osiedla w dzielnicy to: Bürchau, Oberbürchau, Kastel, Rütte i Sonnhalden. 

## Historia
Pierwsze wzmianki o Bürchau pochodzą z 1278. W 1503 miejscowości należała do hrabstwa Badenia-Durlach.